# Salāmat Sarā
Salāmat Sarā (persiska: سَلامَت سَرا) är en ort i Iran.   Den ligger i provinsen Mazandaran, i den norra delen av landet, 110 km norr om huvudstaden Teheran. Antalet invånare är 258.
Terrängen runt Salāmat Sarā är varierad. Runt Salāmat Sarā är det ganska tätbefolkat, med 96 invånare per kvadratkilometer. Närmaste större samhälle är Motel Qū, 3,1 km öster om Salāmat Sarā. I omgivningarna runt Salāmat Sarā växer i huvudsak blandskog.